# Mary Schneider
Mary Schneider (* 25. Oktober 1932 in Rockhampton, Queensland) ist eine australische Sängerin mit deutschen Wurzeln, die vor allem durch ihre gejodelten Interpretationen klassischer Musik international bekannt wurde.

## Leben und Wirken
Mary Schneider wurde als jüngstes Kind einer musikalischen Familie geboren, in der sie sehr früh das Ukulelenspiel sowie das Jodeln erlernte. Mit ihrer Schwester Rita bildete sie bereits als Teenager ein jahrelang australienweit erfolgreiches Country-Duo. Später betätigte sie sich solistisch als Country- und Jazz-Interpretin und wurde mit fünf Mo Awards ausgezeichnet; ihre Tonträger verkauften sich alleine in Australien bisher über 250.000 mal. In den 1980er-Jahren nahm Schneider ihre erste Platte mit gejodelter Klassik auf, die international breiten Widerhall fand. Ihre Musik wurde für Filme wie Eine wüste Bescherung oder Serien wie Sex and the City eingesetzt. Schneider trat in der britischen Comedy-Sendung Eurotrash und bei der Expo 2000 an der Seite von José Carreras und Sir Peter Ustinov auf. Ihre Tochter Melinda (* 7. Oktober 1971) ist als Countrymusikerin tätig.

## Rezeption
Über Mary Schneiders CD „Yodelling the Classics Vol. 1“ urteilten die Kulturnews: „(...) es ist echt und ehrlich schrill, wenn ‚Schlafe, mein Prinzchen, schlaf ein‘ zu einem judeldidödeldido mutiert, während das Sydney International Orchestra unter Tommy Tycho so spielt, als jodelte Mary gar nicht, sondern sänge. Ein Partyknaller!“

## Diskographie (Auswahl)
- Yodelling the Classics Vol. 1 (1997)
- Yodelling the Classics Vol. 2 (2001)